# Malick Bowens
Malick Bowens, né le 25 février 1941 à Bamako, Bakhayoko et mort le 3 novembre 2017 à Pertuis, est un acteur américain d'origine malienne, qui a obtenu de nombreux rôles dans des films tels que Les Larmes du soleil, Alerte ! et aussi dans un épisode de la série française Les Cordier, juge et flic.
Il est aussi remarqué pour avoir incarné l'ancien président du Zaïre Joseph Mobutu, pour les besoins du film biographique Ali avec Will Smith, dans un film documentaire When We Were Kings, et aussi pour sa prestation dans le rôle de Palo, le redoutable sorcier aux pouvoirs sataniques dans Les Envoûtés, aux côtés de Martin Sheen.
Il fut le comédien préféré du metteur en scène Peter Brook aux Bouffes du Nord à Paris où il connut ses principaux succès théâtraux, notamment dans La Conférence des Oiseaux.

## Biographie
École d'Ingénieurs de Marseille (1970)

## Filmographie
- 1983 : Itinéraire bis : Banania
- 1983 : Dans la citadelle (TV) : Alpha Kando
- 1984 : Le Thé à la menthe : Bakaba
- 1984 : Le Bout du lac (TV) : Félicien
- 1985 : Out of Africa : Farah
- 1987 : Les Envoûtés : Palo
- 1990 : The March : Isa El-Mahdi
- 1991 : Sous le signe du poisson (TV) : Le commandant
- 1991-1992 : Tarzán : Simon Govier (15 épisodes)
- 1992 : Clin d'œil, court-métrage d'Olias Barco, Prix du public au festival de Brest, Silver Award du festival de Houston
- 1993 : Bopha ! : Pule Rampa
- 1995 : Outbreak : Dr Raswani
- 1996 : Les Cordier, juge et flic d'Alain Wermus (épisode Une voix dans la nuit) : Sélim Amadia
- 1997 : Double Team : Delta Four
- 1999 : Le Dernier Harem : Midhat
- 2000 : Code inconnu : Récit incomplet de divers voyages
- 2001 : L'Instit (épisode Carnets de voyage : Madagascar) : Le sorcier
- 2001 : Ali : Joseph Mobutu
- 2003 : Tears of the Sun : Colonel Idris Sadick
- 2006 : Half Empty : Jean-Claude
- 2009 : Orpailleur : Aldémir